# 体組成計
体組成計（たいそせいけい）は、人体の体脂肪率、筋肉量、骨量などを測定する機器で、類義語に体成分分析装置がある。
従来の体脂肪計に内臓脂肪、基礎代謝、筋肉量、骨量などの測定機能を付加したものである。測定する項目や結果の表示や表現方法は、製造者により異なる事例が見られる。

## 概要
一般家庭、業務、医療など用途で大別される。多くは「二重エネルギーX線吸収測定法（DEXA法）」を用い、近年は精度向上と変動低下を企図してインピーダンスをリアクタンスとレジスタンスに2分して測定するものがある。一般家庭用はタニタ、オムロン ヘルスケア、パナソニックの製品が知られる。
医療、研究、介護、などで、性別や年齢などを考慮しない独自アルゴリズムで測定するインボディ社製品の採用が見られる。

## 文献
- 田辺茂雄、et al. "生体電気インピーダンス法を用いた体組成測定装置の妥当性に関する検討." 総合リハビリテーション 34.8（2006）: 777-781.
- 籠橋有紀子. "メタボリックシンドローム改善のための歩数計と体組成計を用いた効果的な保健指導技術開発の試み." 第23回健康医科学研究助成論文集（平成18年度）（2008）: 33-43.
- 西澤美幸、佐藤、池田義雄. "自己健康管理ツールとしてのBIA体組成計." 臨床病理レビュー特集第138号別冊（2007）: 158-164.
- 米井嘉一. "日本人の身体計測値-インピーダンス法体組成計による筋肉量計測を中心に." Anti-Aging Medicine 5.6（2008）: 63-72.